# Jane Kaczmarek
Jane Frances Kaczmarek (ur. 21 grudnia 1955 w Milwaukee) – amerykańska aktorka telewizyjna i filmowa pochodzenia polskiego.

## Życiorys
Jest najstarszym z czworga dzieci Edwarda Kaczmarka, pracownika Departamentu Obrony, i Evelyn Kaczmarek, nauczycielki. Ma dwóch braci, Jima i Billa, oraz siostrę Mary. Mając pięć lat, po raz pierwszy wystąpiła przed publicznością. W 1974 ukończyła Greendale High School, w Greendale w stanie Wisconsin. W 1979 otrzymała dyplom ukończenia wydziału teatralnego na Uniwersytecie Wisconsin w Madison, a w 1982 ukończyła School of Drama na Uniwersytecie Yale (w New Haven).
Debiutowała na szklanym ekranie w komedii romantycznej ABC Dla kochanków tylko (For Lovers Only, 1982) u boku Andy’ego Griffitha. Rok później trafiła na kinowy ekran w filmie sensacyjno-wojennym Niespotykane męstwo (Uncommon Valor, 1983) jako żona weterana wojny wietnamskiej z Gene’em Hackmanem i Patrickiem Swayze. W 1983 wystąpiła gościnnie w serialach: NBC – St. Elsewhere jako pielęgniarka Sandy Burns u boku Denzela Washingtona i Detektyw Remington Steele (Remington Steele) z udziałem Pierce’a Brosnana, CBS Strach na wróble i pani King (Scarecrow and Mrs. King) z Kate Jackson i Bruce’em Boxleitnerem oraz 20th Century Fox W pogoni za papierkiem (The Paper Chase).
Pojawiła się potem w teledramacie ABC Amelia (Something About Amelia, 1984) u boku Glenn Close i Teda Dansona, serialu NBC Posterunek przy Hil Street (Hill Street Blues, 1984) jako oficer Clara Pilsky, melodramacie Zakochać się (Falling in Love, 1984) w roli żony głównego bohatera granego przez Roberta De Niro, komedii romantycznej Facet z nieba (The Heavenly Kid, 1985) z Lewisem Smithem i Jasonem Gedrickiem, telewizyjnej adaptacji powieści Judith Krantz CBS Tylko Manhattan (I'll Take Manhattan, 1987) u boku Barry’ego Bostwicka i komedii Vice versa (1988) z Judge Reinholdem.
W serialu ABC Sprawiedliwi (Equal Justice, 1990) zagrała postać adwokat Lindy Bauer. Wystąpiła na scenie Off-Broadwayu (1994) i West Hollywood's Tiffany Theater (1996) w sztuce Przemyt dzieci (Kindertransport) jako Żydówka, która wysyła swoją córkę do Anglii dla bezpieczeństwa podczas Holocaustu, a w 1995 zagrała rolę psycholog w South Coast Repertory Theatre w komedii absurdu Nicky’ego Silvera Dorastać w niewoli (Raised in Captivity) oraz przedstawieniu Kolacja z przyjaciółmi (Dinner With Friends) w South Coast Repertory (1998).
W serialu WB Felicity (1999–2000) pojawiła się jako rodzona matka Julie Emrick (Amy Jo Johnson). Za kreację zestresowanej supermamy Lois w sitcomie sieci 20th Century Fox Zwariowany świat Malcolma (Malcolm in the Middle, 2000–2006) otrzymała Złotego Satelitę, Family Television Award i dwukrotnie nagrodę krytyków telewizyjnych oraz była siedmiokrotnie nominowana do nagrody Emmy i trzykrotnie do nagrody Złotego Globu. W 2009 została uhonorowana przez Ambasadora Rzeczypospolitej Polskiej w Waszyngtonie tytułem Amicus Poloniae.

## Życie prywatne
15 sierpnia 1992 poślubiła aktora Bradleya Whitforda. Zagrali razem małżeństwo Bellów w serialu CBS Dotyk anioła (Touched by an Angel, 1996). Mają troje dzieci – dwie córki: Frances (ur. w 1997) i Mary Louisę (ur. 25 listopada 2002) oraz syna George’a (ur. 23 grudnia 1999).
Małżeństwo rozpadło się w 2009.

## Filmografia
- The Paper Chase (1978–1986) jako Connie Lehman (1983)
- Posterunek przy Hill Street (Hill Street Blues, 1981–1987) jako Funkcjonariuszka Clara Tilsky (gościnnie)
- St. Elsewhere (1982–1988) jako Sandy Burns (gościnnie)
- For Lovers Only (1982) jako Margie Spoleto
- Detektyw Remington Steele (Remington Steele, 1982–1987) jako Barbara Troy Dannon (gościnnie)
- Scarecrow and Mrs. King (1983–1987) jako Penny / Księżniczka Salana Sharese Khan (gościnnie)
- Niespotykane męstwo (Uncommon Valor) (I), 1983) jako pani Wilkes
- Crazy Like a Fox (gościnnie, 1984–1986)
- Lot 90: Katastrofa na Potomak (Flight 90: Disaster on the Potomac, 1984) jako Donna Olian
- Amelia (Something About Amelia, 1984) jako pani Hall
- Od drzwi do drzwi (Door to Door, 1984) jako Katharine Holloway
- Zakochać się (Falling in Love, 1984) jako Ann Raftis
- Rodzinne miasto (Hometown, 1985) jako Mary Newell Abbott
- Facet z nieba (The Heavenly Kid, 1985) jako Emily
- Świąteczny prezent (The Christmas Gift, 1986) jako Susan
- Prawnicy z Miasta Aniołów (L.A. Law, 1986–1994) jako Adwokat Gershonwood (gościnnie)
- The Right of the People (1986) jako Alicia
- Trzech Króli (The Three Kings, 1987) jako dr Paula Bolet
- Tylko Manhattan (I'll Take Manhattan,1987) jako Nina Stern
- Zmarły w chwili przybycia (D.O.A., 1988) jako Gail Cornell
- Journey Into Genius (1988) jako Susan Glaspell
- Vice Versa (1988) jako Robyn
- Za wszelką cenę (All's Fair, 1989) jako Linda
- Spooner (1989) jako Gail Archer
- Simpsonowie (The Simpsons, 1989) jako sędzia Constance Harm (głos, gościnnie)
- Sprawiedliwi (Equal Justice, 1990–1991) jako Linda Bauer
- Gdzie diabeł mówi dobranoc (Picket Fences, 1992–1996) jako Janice Neiman (gościnnie)
- Bez ostrzeżenia (Without Warning, 1994) jako dr Caroline Jaffe
- Monty (1994) jako Nickerson (gościnnie)
- Ich Pięcioro (Party of Five, 1994–2000) jako Helene Thompson (1995, gościnnie)
- Dotyk anioła (Touched by an Angel, 1994–2003) jako Bonnie Bell (gościnnie)
- Cybill (1995–1998) jako Holly (gościnnie)
- Apollo 11 (1996) jako Jan Armstrong
- Educating Mom (1996)
- Komora (The Chamber, 1996) jako doktor Anne Biddows
- Kancelaria adwokacka (The Practice) (1997–2004) jako Pamela (gościnnie)
- Felicity (1998–2002) jako Carol Anderson (gościnnie)
- Miasteczko Pleasantville (Pleasantville, 1998) jako matka Davida i Jennifer
- Dziewczyna do wzięcia (Wildly Available, 1999) jako Rita Goodman
- Zwariowany świat Malcolma (Malcolm in the Middle, 2000–2006) jako Lois
- Jenifer (2001) jako Valerie Estess
- The Comeback (2005) jako ona sama (gościnnie)
- Terapia grupowa (Help Me Help You, 2006) jako Anne Hoffman (gościnnie)